# Sopwith Triplane
El Sopwith Triplane («triplano» en inglés) fue un caza monoplaza británico diseñado y fabricado por la Sopwith Aviation Company durante la Primera Guerra Mundial. Los pilotos lo llamaban el  Tripehound  o simplemente Tripe. El Triplane entró en servicio con el Servicio Aéreo Naval Real a principios de 1917 e inmediatamente tuvo éxito. Sin embargo, se construyeron relativamente pocos ejemplares y fue retirado del servicio activo cuando llegaron los Sopwith Camel en la segunda mitad de 1917. Los aviones existentes fueron utilizados como entrenadores hasta el final de la guerra.

## Operadores
Francia
- Marina Nacional Francesa (17 aviones)

 Reino Unido
- Marina Real - Servicio Aéreo Naval Real
  - 1.º Escuadrón Naval
  - 8.º Escuadrón Naval
  - 9.º Escuadrón Naval
  - 10.º Escuadrón Naval
  - 11.º Escuadrón Naval
  - 12.º Escuadrón Naval
  - Escuadrón Naval "A"

 Imperio ruso
- Flota Aérea Militar Imperial (1 avión)

## Especificaciones
Referencia datos: British Aeroplanes 1914–18.

### Características generales
- Tripulación: Uno (piloto)
- Longitud: 5,73 m
- Envergadura: 8 m
- Altura: 3,2 m
- Superficie alar: 21,46 m²
- Peso vacío: 500 kg
- Peso cargado: 700 kg
- Planta motriz: 1× motor rotativo de 9 cilindros Clerget 9B.
  - Potencia: 97 kW (130 HP; 132 CV)
- Hélices: 1× bipala por motor.

### Rendimiento
- Velocidad máxima operativa (Vno): 187 km/h (116 MPH; 101 kt) a 1830 m de altitud
- Alcance: 2 horas y 45 minutos
- Techo de vuelo: 6248 m (20 500 ft)
- Régimen de ascenso: 

  - Ascenso a 1830 m: 5 min 50 s
  - Ascenso a 5000 m: 26 min 30 s
- Carga alar: 29,92 kg/m²

### Armamento
- Ametralladoras: 

  - 1x Vickers de calibre 7,7 mm (.303 British)

### Desarrollos relacionados
- Alcock Scout

### Aeronaves similares
- Sopwith Camel
- Fokker Dr.I
- Nieuport 17

### Listas relacionadas
- Anexo:Cazas de la Primera Guerra Mundial